# بلاوتية
البلاوتية (باللاتينية: Blautia) جنس بكتيريا لاهوائية، صُنِّف قديمًا مع جنس المكورات المجترية.